# Raxendorf
Raxendorf è un comune austriaco di 1 051 abitanti nel distretto di Melk, in Bassa Austria; ha lo status di comune mercato (Marktgemeinde). Nel 1969 ha inglobato i comuni soppressi di Mannersdorf, Troibetsberg, Neudorf e Zeining, assumendo inizialmente la denominazione di Heiligenblut-Raxendorf.